# Söndra och härska
Söndra och härska (latin: divide et impera) är en politisk grundsats, som innebär att man skall övervinna motståndarna genom att utså split mellan dem och sedan behålla makten. Man bör dela massorna efter skilda intressen för att sedan göra de särskilda parterna undergivna och fogliga. Såvitt man vet formulerades denna regel först av kung Ludvig XI av Frankrike (diviser pour régner), men dess första upphov har även tillskrivits en mängd andra historiskt ryktbara personer från Filip II av Makedonien till Machiavelli.
Regeln går ut på att dela upp ett större sammanhang i mindre delar. Därefter kan förhoppningsvis dessa mindre delar behandlas enklare än det större, mer komplexa, sammanhanget.

## Historia
Historiskt används termen av antikens romare för att få makt över de folk som de hade betvingat eller ämnade betvinga. De skiljde mindre stammar från varandra, så att dessa kunde bekämpas en och en i små grupper istället för i en samlad enhet och slöt fördrag med stammarna var för sig för att på så sätt undvika att deras olika intressen sammanföll.

## Datalogi
Termen förekommer också inom datalogi, där den beskriver algoritmer som löser problem genom att dela upp dem i mindre delproblem. Quicksort är ett typiskt exempel.